# Be Happy Koi no Yajirobee
Singles de Tanpopo
Ōjisama to Yuki no Yoru
(2001)
Singles par Morning Musume
Do it! Now
(2002) Koko ni Iruzee!
(2002)
 Be Happy Koi no Yajirobee  (BE HAPPY 恋のやじろべえ) est le huitième et dernier single du groupe féminin de J-pop Tanpopo, sous-groupe de Morning Musume.
Il sort le 26 septembre 2002 au Japon sous le label zetima, écrit et produit par Tsunku. Il atteint la 5e place du classement Oricon, et reste classé pendant 6 semaines, pour un total de 60 450 exemplaires vendus, la plus faible vente d'un disque du groupe. La chanson-titre figurera sur les compilations Petit Best 3 de fin 2002 et Tanpopo / Petit Moni Mega Best de 2008. C'est le seul disque enregistré avec la troisième formation du groupe, dite "troisième génération", sans Kaori Iida, Mari Yaguchi et Ai Kago, remplacées par Asami Konno et Risa Niigaki de Morning Musume et Ayumi Shibata de Melon Kinenbi. Il restera le dernier disque du groupe, qui est "mis en sommeil" de façon définitive l'année suivante.

## Membres
- Rika Ishikawa
- Ayumi Shibata
- Asami Konno
- Risa Niigaki

## Liste des titres
1. Be Happy Koi no Yajirobee  (BE HAPPY 恋のやじろべえ?)
2. Yarutokya Yaranakya Onna no Ko (やるときゃやらなきゃ女の子?)
3. Be Happy Koi no Yajirobee (instrumental) (BE HAPPY 恋のやじろべえ...?)